# 藤田まさと
藤田 まさと（ふじた まさと、1908年5月12日 - 1982年8月16日）は、静岡県榛原郡川崎町（現・牧之原市）出身の作詞家。本名・藤田正人。

## 経歴
1908年（明治41年）静岡県榛原郡川崎町（現・牧之原市）細江に生まれる。1918年（大正7年）小学校3年を修了と同時に旧満州・大連に渡り、その後大連商業学校に進学。在学中は柔道や野球を得意とし、全国中等学校優勝野球大会（現在の夏の甲子園）に出場している。1926年（大正15年）に大連商業学校を卒業すると内地に戻り、明治大学に入学したが、1928年（昭和3年）9月、3年生で中退し、日本ポリドール蓄音機株式会社に入社すると、文芸部に配属され、外国解説文の翻訳にあたる。
1935年（昭和10年）、ポリドールの制作課長になるとともに、自身が作詞した『旅笠道中』、『明治一代女』や補作詞した『大江戸出世小唄（歌：高田浩吉）』などがヒットし、人気作詞家の仲間入りを果たす。その翌年には文芸部制作部長兼専属芸術室長、1938年（昭和13年）には文芸顧問兼専属作詞家となり、火野葦平の小説『麦と兵隊』をもとにした歌謡曲の作詞を担当する。
1941年（昭和16年）にはテイチク専属となると、戦後にかけてポリドールとテイチクを行き来しながら作詞を続け、『岸壁の母』、『傷だらけの人生』、『浪花節だよ人生は』などをヒットさせた。また、1979年（昭和54年）には、自身も歌手としてデビューしている。
また、1946年（昭和21年）には大日本音楽著作権協会（現・日本音楽著作権協会）の常務理事に就任、その翌年には日本音楽著作家組合（現・全日本音楽著作家協会）を結成するなど音楽制作者の著作権問題などにも取り組み、著作権法の改正にも尽力した。
1982年（昭和57年）8月16日死去。享年74。

## 受賞
- 1969年（昭和44年）、紫綬褒章受章。
- 1970年（昭和45年）、日本作詩大賞受賞。
- 1973年（昭和48年）、第15回日本レコード大賞特別賞受賞。
- 1978年（昭和53年）、第20回日本レコード大賞特別賞受賞。
- 1978年（昭和53年）、勲三等瑞宝章受章。

## 作詞一覧

### 代表曲
- 『街の流れ鳥』（昭和8年8月）［山田栄一作曲、歌：渡辺光子］
- 『下田しぐれ』（昭和10年2月）［森義八郎作曲、歌：東海林太郎］
- 『旅笠道中』（昭和10年4月）［大村能章作曲、歌：東海林太郎］
- 『丹下左膳の唄』（昭和10年7月）［阿部武雄作曲、歌：東海林太郎］
- 『お伝地獄の唄』（昭和10年8月）［大村能章作曲、歌：新橋喜代三］
- 『博多小女郎波枕』（昭和10年9月）［大村能章作曲、歌：東海林太郎］
- 『お駒恋姿』（昭和10年10月）［大村能章作曲、歌：東海林太郎］
- 『明治一代女』（昭和10年11月）［大村能章作曲、歌：新橋喜代三］
- 『国定忠治の歌』（昭和11年2月）［大村能章作曲、歌：東海林太郎］
- 『妻恋道中』（昭和12年4月）［阿部武雄作曲、歌：上原敏］
- 『流転』（昭和12年7月）［阿部武雄作曲、歌：上原敏］
- 『鴛鴦道中』（昭和13年1月）［阿部武雄作曲、歌：上原敏、青葉笙子］
- 『関の弥太っぺ』（昭和13年6月）［阿部武雄作曲、歌：高田浩吉］
- 『麦と兵隊』（昭和13年12月）［大村能章作曲、歌：東海林太郎］
- 『潮来夜船』（昭和14年9月）［倉若晴生作曲、歌：北廉太郎］
- 『大利根月夜』（昭和14年11月）［長津義司作曲、歌：田端義夫］
- 『爆弾位は手で受けよ』（昭和16年）［江口夜詩作曲、歌：上原敏、浅草〆香、近江志郎、日本橋きみ栄、田端義夫、高山美枝子、三丁目文夫、藤原千多］
- 『軍国舞扇』（昭和16年10月）［陸奥明作曲、歌：東海林太郎、台詞：森赫子］
- 『岸壁の母』（昭和29年10月）［平川浪竜作曲、歌：菊池章子］ [2]
- 『旅笠道中』（昭和33年5月）［春川一夫作曲、歌：三波春夫］
- 『一本刀土俵入り』（昭和35年2月）［春川一夫作曲、歌：三波春夫］
- 『桃中軒雲右衛門』（昭和35年4月）［長津義司作曲、歌：三波春夫］
- 『まつの木小唄』（昭和40年2月）［夢虹二作詞共作、不詳作曲、歌：二宮ゆき子］[3][4]
- 『信玄おどり』（昭和41年4月）［長津義司作曲、歌：三波春夫］
- 『ご存知右門ここに居る』（昭和44年10月） ［春川一夫作曲、歌：三波春夫］　※テレビドラマ『右門捕物帖』（NTV系）主題歌。
- 『恋ひとすじ』（昭和45年2月）［猪俣公章作曲、歌：森進一］
- 『傷だらけの人生』（昭和45年12月）［吉田正作曲、歌：鶴田浩二］
- 『次郎長笠』（昭和46年2月）［吉田正作曲、歌：橋幸夫］
- 『男』（昭和46年7月）［吉田正作曲、歌：鶴田浩二］
- 『女の詩集』（昭和46年12月）［鶴岡雅義作曲、歌：鶴岡雅義と東京ロマンチカ］
- 『歳月』（昭和47年2月）［猪俣公章作曲、歌：鶴岡雅義と東京ロマンチカ］
- 『旅鴉』（昭和47年11月）［遠藤実作曲、歌：五木ひろし］
- 『ある女の詩』（昭和47年11月）［井上かつお作曲、歌：美空ひばり］
- 『今日も笑顔でこんにちは』（昭和49年7月）［新井利昌作曲、歌：森昌子］
- 『灯りが欲しい』（昭和52年9月）［遠藤実作曲、歌：五木ひろし］
- 『男の人生』（昭和54年5月）［遠藤実作曲、歌：杉良太郎］
- 『ひとりしずか』（昭和54年12月）［浜圭介作曲、歌：内山田洋とクール・ファイブ］
- 『しあわせ音頭』（昭和57年7月）［細野晴臣作曲、歌：柏原芳恵］
- 『浪花節だよ人生は』（昭和59年8月）［四方章人作曲、歌：木村友衛］[5]

### 校歌
- 牧之原市立勝間田小学校（作曲：古関裕而）
- 牧之原市立細江小学校（作曲：堀内敬三）